# 금동여래입상 (보물 제779호)
금동여래입상(金銅如來立像)은 남북국 시대 신라의 금동 여래 입상이다. 대한민국의 보물 제779호로 지정되어 있다. 서울특별시 용산구 리움미술관에 소장되어 있다.

## 개요
금동여래입상(金銅如來立像)은 호암미술관에 소장되어 있으며 보존 상태가 양호한 높이 25.4cm의 통일신라시대 불상이다.
머리에는 작은 소라 모양의 머리칼을 붙여 놓았고 그 위로는 상투 모양의 큼직한 머리묶음이 솟아있다. 둥근 얼굴에는 눈·코·입 등이 날카롭게 표현되어 근엄한 인상을 풍긴다. 옷은 양 어깨에 두껍게 걸쳐 입고 있으며 U자형으로 넓게 드러난 가슴 안에는 속옷이 표현되었다. 양 다리에 표현된 옷주름은 U자형으로 흐르면서 다리의 윤곽을 드러내고 있다. 손은 오른손을 손가락을 편 채 밖을 향하게 하고 왼손은 반대로 아래를 향하고 있다. 불상이 서 있는 대좌(臺座)는 연꽃이 새겨진 8각이며, 하대에는 귀꽃이 높게 솟아 있다. 

## 참고 자료
- 금동여래입상 - 국가유산청 국가유산포털